# Championnat du monde féminin de hockey sur glace 1999
Navigation
Championnat du monde 1997 Championnat du monde 2000
La cinquième édition du championnat du monde féminin de hockey sur glace s'est déroulé au mois de mars 1999.

## Contexte
Seize nations voulant participer, plusieurs phases de qualifications ont eu lieu pour participer au groupe A du championnat du monde. Les cinq meilleurs nations sont d'office qualifiées, à savoir le Canada, les États-Unis, la Finlande, la Chine et la Suède.

## Phases de qualification
Les matchs de qualification se sont joués en 1998, tout d'abord déroulés en France dans la ville de Colmar du 27 au 29 janvier puis du 23 au 27 mars pour la suite des opérations.

### Première phase
Les deux premières équipes continuent à jouer les phases de qualification alors que les autres équipes intègrent le championnat du monde B.
| Équipe    | Tch. | Fra. | Slo. | P.-Bas |
| --------- | ---- | ---- | ---- | ------ |
| Tchéquie  |      | 4-2  | 7-2  | 7-2    |
| France    | 2-4  |      | 4-1  | 7-1    |
| Slovaquie | 2-7  | 1-4  |      | 4-0    |
| Pays-Bas  | 2-7  | 1-7  | 0-4  |        |

### Seconde phase
Les nations finissant en tête de leur groupe sont qualifiées pour le championnat du monde A tandis que les équipes finissant secondes jouent un match de barrage et les autres joueront le championnat B.

#### Premier groupe
Le premier groupe de qualification a joué ses matchs à Huttwil en Suisse.
| Équipe   | Sui. | Nor. | Tch. | Let. |
| -------- | ---- | ---- | ---- | ---- |
| Suisse   |      | 7-1  | 3-0  | 6-1  |
| Norvège  | 1-7  |      | 2-2  | 6-0  |
| Tchéquie | 0-3  | 2-2  |      | 2-1  |
| Lettonie | 1-6  | 0-6  | 1-2  |      |

#### Second groupe
Le second groupe s'est joué à Füssen en Allemagne.
| Équipe    | All. | Rus. | Fra. | Dan. |
| --------- | ---- | ---- | ---- | ---- |
| Allemagne |      | 4-1  | 10-0 | 12-0 |
| Russie    | 1-4  |      | 14-1 | 3-2  |
| France    | 0-10 | 1-14 |      | 2-1  |
| Danemark  | 0-12 | 2-3  | 1-2  |      |

#### Match de barrage
Les Russes se sont largement imposées sur les Norvégiennes sur le score de 6 buts à 1 et décrochent ainsi leur billet pour le championnat du monde A rejoignant logiquement les Suisses et les Allemandes.

## Championnat du monde A
Les équipes finissant aux deux premières places de leur poule sont qualifiées pour la suite et pour la course à la médaille d'or. Les matchs se sont joués à Espoo et Vantaa en Finlande.

### Groupe A
Résultats
| Équipe     | U.S.A. | Suè. | Chi. | Rus. |
| ---------- | ------ | ---- | ---- | ---- |
| États-Unis |        | 11-0 | 6-0  | 10-2 |
| Suède      | 0-11   |      | 3-1  | 7-0  |
| Chine      | 0-6    | 1-3  |      | 3-2  |
| Russie     | 2-10   | 0-7  | 2-3  |      |

Classement
|   | Équipe     | PJ | V | N | D | BP | BC |
| - | ---------- | -- | - | - | - | -- | -- |
| 1 | États-Unis | 3  | 3 | 0 | 0 | 27 | 2  |
| 2 | Suède      | 3  | 2 | 0 | 1 | 10 | 12 |
| 3 | Chine      | 3  | 1 | 0 | 2 | 4  | 11 |
| 4 | Russie     | 3  | 0 | 0 | 3 | 4  | 20 |

### Groupe B
Résultats
| Équipe    | Can. | Fin. | All. | Sui. |
| --------- | ---- | ---- | ---- | ---- |
| Canada    |      | 1-0  | 13-0 | 10-0 |
| Finlande  | 0-1  |      | 9-0  | 7-0  |
| Allemagne | 0-13 | 0-9  |      | 5-4  |
| Suisse    | 0-10 | 0-7  | 4-5  |      |

Classement
|   | Équipe    | PJ | V | N | D | BP | BC |
| - | --------- | -- | - | - | - | -- | -- |
| 1 | Canada    | 3  | 3 | 0 | 0 | 24 | 0  |
| 2 | Finlande  | 3  | 2 | 0 | 1 | 16 | 1  |
| 3 | Allemagne | 3  | 1 | 0 | 2 | 5  | 26 |
| 4 | Suisse    | 3  | 0 | 0 | 3 | 4  | 22 |

### Second tour

#### Matchs pour la descente
Les Russes vont battre les Allemandes pour jouer le match de la cinquième place à la suite de leur victoire 6 à 2. Elles retrouveront les Chinoises victorieuses des Suisses 3 buts à 2. Ces dernières vont également s'incliner dans le match pour la septième place en perdant sur un blanchissage 3 à 0. Les Chinoises finissent cinquième grâce à leur victoire 4-1 sur les Russes.

#### Play-offs
Pour la cinquième fois consécutive, la finale oppose les deux mêmes nations : le Canada et les États-Unis. Les Canadiennes ont encaissée leur premier but contre les Suédoises avec un score final 4 à 1, tandis que les Américaines ont battu les joueuses locales 3 à 1. Deux des buts inscrits par les Américaines le sont par Natalie Darwitz et Krissy Wendell âgées de 15 et 17 ans.
Finalement, le podium reste inchangé pour la cinquième fois avec une troisième place pour la Finlande (victoire 8-2 sur la Suède) et en finale, les Canadiennes vont remporter leur cinquième médaille d'or en battant leurs voisines 3-1.

### Bilan du championnat A
Classement du championnat A
|        | Équipe     |
| ------ | ---------- |
| Or     | Canada     |
| Argent | États-Unis |
| Bronze | Finlande   |
| 4      | Suède      |
| 5      | Chine      |
| 6      | Russie     |
| 7      | Allemagne  |
| 8      | Suisse     |

Classement des joueuses
Nota : B : buts, A : aides et P : points
|   | Joueuses            | Équipe     | B | A | P  |
| - | ------------------- | ---------- | - | - | -- |
| 1 | Jenny Schmidgall    | États-Unis | 5 | 7 | 12 |
| 2 | Jayna Hefford       | Canada     | 5 | 6 | 11 |
| 3 | Kirsi Hänninen      | Finlande   | 5 | 5 | 10 |
| 4 | Petra Vaarakallio   | Finlande   | 3 | 7 | 10 |
| 5 | Sari Fisk           | Finlande   | 4 | 5 | 9  |
| 6 | Karyn Bye           | États-Unis | 5 | 3 | 8  |
| 7 | Cammi Granato       | États-Unis | 3 | 5 | 8  |
| 7 | Hayley Wickenheiser | Canada     | 3 | 5 | 8  |
| 9 | Kathryn King        | États-Unis | 4 | 3 | 7  |
| 9 | Nancy Drolet        | Canada     | 4 | 3 | 7  |

Sami Jo Small, gardienne de but du Canada est sacrée meilleure gardienne et dans l'équipe type du tournoi. Elle y rejointe par Kirsi Hänninen la Finlandaise, meilleure joueuse en défense et Jenny Schmidgall meilleur attaquante. Sue Merz, des États-Unis, est la seconde arrière élue dans l'équipe type et Schmidgall se voit rejointe par Wickenheiser et Hefford deux canadiennes.

## Championnat du monde B
Le championnat B s'est joué à Colmar en France et était constitué de deux groupes. Le déroulement du tournoi est le même que pour le championnat A.

### Groupe A
Résultats
| Équipe   | Jap. | Nor. | Dan. | Let. |
| -------- | ---- | ---- | ---- | ---- |
| Japon    |      | 4-0  | 6-0  | 6-2  |
| Norvège  | 0-4  |      | 2-4  | 3-0  |
| Danemark | 0-6  | 4-2  |      | 1-3  |
| Lettonie | 2-6  | 0-3  | 3-1  |      |

Classement
|   | Équipe   | PJ | V | N | D | BP | BC |
| - | -------- | -- | - | - | - | -- | -- |
| 1 | Japon    | 3  | 3 | 0 | 0 | 16 | 2  |
| 2 | Norvège  | 3  | 1 | 0 | 2 | 5  | 8  |
| 3 | Danemark | 3  | 1 | 0 | 2 | 5  | 11 |
| 4 | Lettonie | 3  | 1 | 0 | 2 | 5  | 10 |

### Groupe B
Résultats
| Équipe    | Fra. | Tch. | Slo. | P.-Bas |
| --------- | ---- | ---- | ---- | ------ |
| France    |      | 2-2  | 3-0  | 9-1    |
| Tchéquie  | 2-2  |      | 3-2  | 9-0    |
| Slovaquie | 0-3  | 2-3  |      | 4-2    |
| Pays-Bas  | 1-9  | 0-9  | 2-4  |        |

Classement
|   | Équipe    | PJ | V | N | D | BP | BC |
| - | --------- | -- | - | - | - | -- | -- |
| 1 | France    | 3  | 2 | 1 | 0 | 14 | 3  |
| 2 | Tchéquie  | 3  | 2 | 1 | 0 | 14 | 4  |
| 3 | Slovaquie | 3  | 1 | 0 | 2 | 6  | 8  |
| 4 | Pays-Bas  | 3  | 0 | 0 | 3 | 3  | 22 |

### Second tour

#### Matchs de classement
Matchs de barrage
- Slovaquie 0-8 Lettonie
- Danemark 9-1 Pays-Bas

Match pour la septième place
- Slovaquie 5-7 Pays-Bas

Match pour la cinquième place
- Lettonie 5-3 Danemark

#### Play-offs
Demi-finales
- France 2-3 Norvège
- Japon 2-1 République tchèque

Match pour la troisième place
- France 5-4 République tchèque

Match pour la montée
- Japon 7-1 Norvège

### Bilan du championnat B
Classement du championnat B
|   | Équipe    |
| - | --------- |
| 1 | Japon     |
| 2 | Norvège   |
| 3 | France    |
| 4 | Tchéquie  |
| 5 | Lettonie  |
| 6 | Danemark  |
| 7 | Slovaquie |
| 8 | Pays-Bas  |

Meilleures joueuses
|   | Joueuses           | Équipe             | B | A | P  |
| - | ------------------ | ------------------ | - | - | -- |
| 1 | Masako Sato        | Japon              | 8 | 4 | 12 |
| 2 | Gwenola Personne   | France             | 2 | 9 | 11 |
| 3 | Christine Duchamp  | France             | 7 | 3 | 10 |
| 4 | Inese Geca-Miljone | Lettonie           | 7 | 3 | 10 |
| 5 | Zuzana Králová     | République tchèque | 4 | 6 | 10 |

La lettone Lolita Andrisevska a été sacrée meilleure gardienne, la danoise Dorthe Schaffer meilleure arrière et Iveta Koka (Lettonie) meilleure attaquante.

## Sources
- (de) Cet article est partiellement ou en totalité issu de l’article de Wikipédia en allemand intitulé « Eishockey-Weltmeisterschaft der Herren 1999 » (voir la liste des auteurs).